# ملكة جمال الولايات المتحدة الأمريكية 2009
ملكة جمال الولايات المتحدة الأمريكية 2009  (بالإنجليزية: Miss USA 2009) هي مسابقة ملكة جمال الولايات المتحدة الأمريكية الثامنة والخمسين في تاريخ مسابقة ملكة جمال الولايات المتحدة الأمريكية منذ انطلاقتها عام 1952، عقدت مسابقة في مسرح زابوس في منتجع و كازينو بلانيت هوليوود لاس فيغاس ، نيفادا في 19 أبريل 2009. في نهاية هذا الحدث تم تتويج كريستين دالتون من ولاية كارولينا الشمالية بمسابقة ملكة جمال الولايات المتحدة الأمريكية 2009 ، من قبل تم حاملة اللقب السابقة كريستل ستيوارت من تكساس.
استضافت الحدث بيلي بوش والممثلة ومراسلة أكسس هوليوود نادين فيلاسكيز. عادت بوش لاستضافة المسابقة التي كان آخر ظهور له عام 2005. وكان قد شارك في استضافة مسابقة ملكة جمال الولايات المتحدة الأمريكية عام 2003 مع ديزي فوينتس ومسابقة ملكة جمال الولايات المتحدة الأمريكية عام 2004 ومسابقة ملكة جمال الولايات المتحدة الأمريكية عام 2005 مع نانسي اوديل. تم تقديم الترفيه بواسطة كيفن رودلف الذي أدى "Let It Rock" خلال مسابقة ملابس السباحة وأدت فرقة ذا فيرونيكاز "Untouched" خلال مسابقة ثوب السهرة.
تنافس المندوبون الذين يمثلون الولايات الخمسين بالإضافة إلى مقاطعة كولومبيا في المسابقة ، ووصلوا إلى لاس فيغاس في 2 أبريل. مثلت ملكة جمال الولايات المتحدة الأمريكية كريستين دالتون الولايات المتحدة الأمريكية في مسابقة ملكة جمال الكون 2009 ، حيث وصلت إلى المراكز العشرة الأولى.

## النتائج

### المراكز النهائية
| النتائج النهائية                          | المتنافسة |
| ----------------------------------------- | --- |
| ملكة جمال الولايات المتحدة الأمريكية 2009 | - كارولاينا الشمالية - كريستين دالتون |
| الوصيفة الأولى                            | - كاليفورنيا - كاري بريجيان |
| الوصيفة الثانية                           | - أريزونا - أليسيا مونيك بلانكو |
| الوصيفة الثالثة                           | - يوتا - لورا تشوكانوف |
| الوصيفة الرابعة                           | - كنتاكي - ماريا إليزابيث مونتغمري |
| أفضل 10                                   | - تكساس - بروك دانيلز - تينيسي - كريستين موتيل - أركنساس - تشانلي نينتر - كارولاينا الجنوبية - ستيفاني موراي سميث - فيرجينيا الغربية - جيسي بيرسون |
| أفضل 15                                   | - فرجينيا - ميغان فيليبس - مينيسوتا - إيريكا نيغو - جورجيا - كيمبرلي جيتينجز - أيداهو - ميليسا ويبر - كونيتيكت - مونيكا ماري بيترزاك               |

### جائزة خاصة
| جائزة              | متنافسة                          |
| ------------------ | -------------------------------- |
| ملكة جمال اللطافة  | - وايومنغ - سينثيا بات           |
| ملكة جمال الجاذبية | - فيرجينيا الغربية - جيسي بيرسون |

### المتسابقات
مندوبات ملكة جمال الولايات المتحدة الأمريكية 2009:
| الولاية            | اسم المتسابقة           | بلد المنشأ       | العمر | الطول | المركز                                    | ملاحظات |
| ------------------ | ----------------------- | ---------------- | ----- | ----- | ----------------------------------------- | --- |
| ألاباما            | راشيل فيليبونا          | دوثان            | 20    |       |                                           | |
| ألاسكا             | جيسيكا ايرين نولين      | بالمر            | 22    |       |                                           | |
| أريزونا            | أليسيا مونيك بلانكو     | فينيكس           | 22    | 5'8"  | الوصيفة الثانية                           | |
| أركنساس            | تشانلي بينتر            | كونوي            | 24    | 5'9"  | أفضل 10                                   | |
| كاليفورنيا         | كاري بريجين             | لاهويا           | 21    | 5'10" | الوصيفة الأولى                            | تم خلعها في وقت لاحق بسبب الجدل حول زواج المثليين بعد اختتام المسابقة |
| كولورادو           | باتريس ويليامز          | كولورادو سبرينغس | 22    | 5'7"  |                                           | |
| كونيتيكت           | مونيكا ماري بيترزاك     | مانشستر          | 25    | 5'11" | أفضل 15                                   | |
| ديلاوير            | كيت بانازاك             | ميلدتاون         | 24    |       |                                           | |
| مقاطعة كولومبيا    | نيكول وايت              | واشنطن العاصمة   | 20    | 5'8"  |                                           | سابقًا ملكة جمال مراهقات مقاطعة كولومبيا الولايات المتحدة الأمريكية 2004 |
| فلوريدا            | أناستاجيا بيير          | فورت لودرديل     | 20    | 5'9"  |                                           | سابقًا ملكة جمال مراهقات فلوريدا الولايات المتحدة الأمريكية 2004 ملكة جمال الباهاما إنتركونتيننتال 2010 وملكة جمال جزر الباهاما 2011                                                                                                  |
| جورجيا             | كيمبرلي جيتينغز         | ليلبورن          | 20    |       | أفضل 15                                   | |
| هاواي              | أوريانا تسو             | Mililani Town ‏   | 25    | 5'7"  |                                           | سابقا ملكة جمال مراهقات هاواي الولايات المتحدة الأمريكية 1999 |
| أيداهو             | ميليسا ويبر             | بويسي            | 27    |       | أفضل 15                                   | |
| إلينوي             | اشلي بوند               | شيكاغو           | 24    |       |                                           | |
| إنديانا            | فينوس راج               | إيفانسفيل        | 20    | 5'9"  |                                           | سابقًا ملكة جمال مراهقات إنديانا الولايات المتحدة الأمريكية 2006 لاحقًا بينيبينينغ فيليبيناس الكون 2010 وحصلت على المركز الرابع في ملكة جمال الكون 2010                                                                                |
| آيوا               | تشيلسي لين غوجر         | أنكيني           | 20    |       |                                           | |
| كانساس             | كورتني كورتر            | أولاث            | 23    | 5'9"  |                                           | |
| كنتاكي             | ماريا اليزابيث مونتغمري | دانفيل           | 19    | 5'10" | الوصيفة الرابعة                           | |
| لويزيانا           | لاسي مينشو              | باتون روج        | 25    | 5'7"  |                                           | سابقا ملكة جمال مراهقات أمريكا 2002 ، مثلت ولاية جورجيا |
| مين                | اشلي أندروود            | Benton           | 24    | 5'8"  |                                           | |
| ميريلاند           | غابرييل كارلسون         | مقاطعة سومرست    | 24    |       |                                           | |
| ماساتشوستس         | أليسون كرونين           | ويماوث           | 21    |       |                                           | سابقًا ملكة جمال مراهقات ماساتشوستس الولايات المتحدة الأمريكية 2005 |
| ميشيغان            | ليندسي تيكوليز          | ستيرلينغ هايتس   | 26    |       |                                           | |
| مينيسوتا           | إيريكا نيغو             | بليموث           | 24    |       | أفضل 15                                   | |
| ميسيسيبي           | جيسيكا لورين ماكراني    | تيري             | 23    |       |                                           | سابقا ملكة جمال مراهقات ميسيسيبي الولايات المتحدة الأمريكية 2004 |
| ميزوري             | ستايسي سميث             | فلوريسانت        | 23    | 5'9"  |                                           | |
| مونتانا            | مستي فوغت               | كاليسبيل         | 23    | 5'11" |                                           | |
| نبراسكا            | ميغان واينينغز          | أتكينسون         | 23    |       |                                           | سابقا ملكة جمال مراهقات نبراسكا الولايات المتحدة الأمريكية 2004 |
| نيفادا             | جورجينا فوغان           | لاس فيغاس        | 21    | 5'10" |                                           | سابقًا ملكة جمال مراهقات نيفادا الولايات المتحدة الأمريكية 2006 |
| نيو هامبشاير       | كريستي دان              | لاكونيا          | 26    |       |                                           | |
| نيو جيرسي          | كايتي رودريغيز          | كليفتون          | 24    |       |                                           | |
| نيو مكسيكو         | بيانكا ماتاموروس كونسي  | ألباكركي         | 23    |       |                                           | |
| نيويورك            | تريسي تشانغ             | نيويورك          | 26    | 5'7"  |                                           | |
| كارولاينا الشمالية | كريستين دالتون          | ويلمينغتون       | 22    | 5'7"  | ملكة جمال الولايات المتحدة الأمريكية 2009 | ابنة جيني بوجر ، ملكة جمال كارولاينا الشمالية الولايات المتحدة الأمريكية 1982 أخت جوليا دالتون ، ملكة جمال مراهقات كارولاينا الشمالية الولايات المتحدة الأمريكية 2008 و ملكة جمال كارولاينا الشمالية الولايات المتحدة الأمريكية 2015 |
| داكوتا الشمالية    | كيلسي إريكسون           | غراند فوركس      | 22    |       |                                           | |
| أوهايو             | ناتاشا فيفودا           | Champion         | 21    |       |                                           | |
| أوكلاهوما          | لورين لونداي            | ألتوس            | 25    |       |                                           | |
| أوريغون            | سيلفي تاربينيان         | يوجين            | 24    |       |                                           | |
| بنسلفانيا          | ليندسي نيلسن            | دالاستاون        | 21    | 5'7"  |                                           | |
| رود آيلاند         | أليشا كاستونغواي        | ونسوكت           | 22    | 5'6"  |                                           | سابقًا ملكة جمال مراهقات رود آيلاند الولايات المتحدة الأمريكية 2002 سابقًا ملكة جمال مراهقات أمريكا 2003 سابقًا ملكة جمال مراهقات جالاكسي 2005                                                                                          |
| كارولاينا الجنوبية | ستيفاني موراي سميث      | غوس كريك         | 21    | 5'7"  | أفضل 10                                   | |
| داكوتا الجنوبية    | جيسيكا رويل             | سو فولز          | 22    | 5'7"  |                                           | |
| تينيسي             | كريستين موتيل           | فرانكلين         | 24    | 5'9"  | أفضل 10                                   | |
| تكساس              | بروك دانيلز             | تومبول           | 22    | 5'9"  | أفضل 10                                   | |
| يوتا               | لورا تشوكانوف           | سولت ليك         | 22    | 5'9"  | الوصيفة الثالثة                           | |
| فيرمونت            | بروك فيرنر              | غرانفيل          | 22    |       |                                           | |
| فرجينيا            | ميجان فيليبس            | كوانتيكو         | 22    |       | أفضل 15                                   | |
| واشنطن             | تارا تورنور             | سياتل            | 23    |       |                                           | شقيقة تريسي تورنور ، ملكة جمال واشنطن الولايات المتحدة الأمريكية 2010 |
| فرجينيا الغربية    | جيسي بيرسون             | ميلتون           | 21    | 5'7"  | أفضل 10                                   | ملكة جمال الجاذبية |
| ويسكونسن           | ألكسندرا ويرلي          | بيووكي           | 21    | 5'8"  |                                           | عمل في وقت لاحق كمضيفة تلفزيونية |
| وايومنغ            | سينثيا بات              | كاسبر            | 22    |       |                                           | ملكة جمال اللطافة |

## روابط خارجية
- موقع ملكة جمال الولايات المتحدة الأمريكية الرسمي